# Добри Божилов
Добри Божи́лов Хаджиянакієв (13 червня 1884, Котел — 1 лютого 1945, Софія) — болгарський державний діяч, прем'єр-міністр країни (1943–1944).

## Біографія
Закінчив з відзнакою торгову гімназію у Свіштові (1902). Розпочав банківську діяльність у Кюстендільському банківському агентстві — підрозділі Болгарського народного банку, потім займав різні пости в цьому банку. У 1922–1935 — член ради правління, у 1924-1935 — заступник управляючого, у 1935–1938 — управляючий Болгарським народним банком. Активно й успішно займався кліринговими операціями, у зв'язку з чим його називали «чарівником клірингу». Одночасно викладав економіку й фінанси у Вільному університеті. Публікував статті з економічних питань в журналах «Счетоводител» та «Стопанска мисъл».
З 14 листопада 1938 — міністр фінансів у третьому й четвертому урядах Георгія Кесеіванова та в першому і другому кабінетах Богдана Філова. У серпні-вересні 1943 — один з двох тимчасових регентів Болгарії (разом із Богданом Філовим) після несподіваної смерті царя Бориса III, залишався при цьому міністром фінансів. З 14 вересня 1943 — прем'єр-міністр і міністр фінансів країни, проводив пронімецький зовнішньополітичний курс, невдало намагався придушити партизанський рух у країні. Військові поразки Німеччини призвели до відставки уряду Божилова 1 червня 1944 року та формування кабінету Іваном Багряновим. Після відставки деякий час знову займав пост управляючого Болгарським народним банком.
Після приходу до влади в Болгарії прорадянських сил у вересні 1944 був заарештований. Засуджений до страти так званим «Народним судом» і розстріляний. Реабілітований 1996 року.